# Hanna Fischer
Hanna Fischer (* 1938 in Darmsheim, Sindelfingen) ist eine deutsche Hebamme, Referentin und Buchautorin. 

## Leben
Hanna Fischer wurde als jüngstes von sechs Kindern geboren. Ihre Hebammenausbildung absolvierte sie in Tübingen. Nach mehrjähriger Kliniktätigkeit war sie ab 1979 freiberuflich in der Geburtsvorbereitung, als Hausgeburtshebamme und in der Wochenbettbetreuung tätig. 
Hanna Fischer beschäftigte sich vor allem mit den Vorteilen der verschiedenen Gebärhaltungen und den anatomischen Grundlagen der Geburtsmechanik. Ihr Ausgangspunkt waren die traditionellen Gebärhaltungen der Naturvölker. Im Besonderen geprägt wurde sie durch die Arbeiten und den persönlichen Kontakt zu Liselotte Kuntner. Nach langjähriger Erfahrung als Hebamme leitete Fischer in Form von Vorträgen und Workshops bundesweit Fortbildungen für Hebammen, Hebammenschülerinnen und Ärzte.
Hanna Fischer ist verheiratet und Mutter zweier Söhne. Sie lebt in Calw.

## Veröffentlichungen
- Atlas der Gebärhaltungen, Hippokrates Verlag, ISBN 9783830453949
- Geburtsvorbereitung und Gebären (DVD): Ein Lehrfilm für Hebammen, Geburtshilfe und Interessierte, nick emotion Medienproduktion, Billerbeck, ISBN 9783000193965
- Praxisbuch Geburtsvorbereitung: Ein Kurskonzept für Frauen und Paare, Hippokrates Verlag, ISBN 9783830455103